# 3894 Williamcooke
3894 Williamcooke (1980 PQ2) là một tiểu hành tinh vành đai chính được P. Jekabsons và M. P. Candy phát hiện vào ngày 14 tháng 8, năm 1980 ở Đài thiên văn Perth. Tiểu hành tinh này được đặt theo tên của nhà thiên văn học William Ernest Cooke.